# ISO 3166-2:VI
ISO 3166-2:VI è uno standard ISO che definisce i codici geografici delle Isole Vergini Americane, territorio non incorporato degli Stati Uniti d'America, ed è un sottogruppo del codice ISO 3166-2.
Attualmente non è stato assegnato ufficialmente nessun codice alle suddivisioni interne.
In quanto appartenenti alle aree insulari degli Stati Uniti, ad esse è assegnato un codice (US-VI) nello standard ISO 3166-2:US come suddivisione degli Stati Uniti.